# Jörns kyrkstad
Jörns kyrkstad var en kyrkstad i dåvarande Jörn, nuvarande Österjörn, Västerbotten som uppfördes 1834. Men kyrkstugor har även tillkommit senare. Exempelvis uppfördes stuga nr 6 året 1896. I den var kyrkstadens arrest inhyst. Vindarna användes, åtminstone i början av 1900-talet av luffare, vilka firade sig upp med rep.
Ursprungligen bestod kyrkstaden av sex stugor och tillhörande stall. Dessa låg väster om Österjörns kyrka, men flyttades 1980 närmare kyrkan. År 1988 fanns två kyrkstugor av de ursprungliga sex kvar. Sommaren 2000 brann en av stugorna ned.
Den kvarvarande kyrkstugan ingår tillsammans med den gamla byskolan och den gamla prästgården numera i en kursgård. Kring millennieskiftet köptes gården av ekonomisk förening i Österjörn som 2014 sålde den vidare till en pensionerad arkitekt från Italien.